# Laophila odontocrossa
Laophila odontocrossa är en fjärilsart som beskrevs av Turner 1906. Laophila odontocrossa ingår i släktet Laophila och familjen mätare. Inga underarter finns listade i Catalogue of Life.